# Chácaras

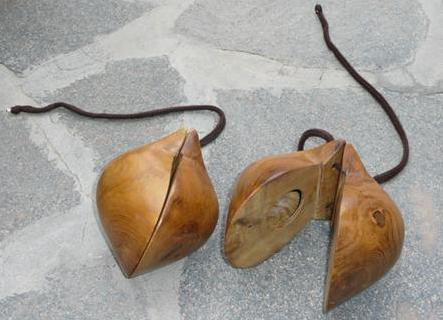
Chácaras

 Las chácaras son un instrumento musical de percusión de origen canario, similar a las castañuelas, pero de mayor tamaño. Se fabrican comúnmente de hueso o madera. 
Es un instrumento idiófono y entrechocado, con un hueco en su interior. La chácara "macho", con un sonido más grave, marca el ritmo (maja), y la chácara "hembra" es la que repiquetea o repica.
Provienen de la cultura aborigen isleña y continúan siendo una parte fundamental de muchas formas musicales, como el tajaraste. Las chácaras se usan en el folclore de las islas de El Hierro y La Gomera, donde tienen un gran tamaño, mayor al de las manos de quien las ejecuta. En otras islas existen chácaras de menor tamaño, pero se denominan castañuelas o castañetas.
Pese a que no aparezca recogido en las fuentes, ni hayan aparecido restos en el registro arqueológico, el nombre tiene origen guanche, emparentado con las voces amazighes continentales "šakar" y "aškaran", que vienen a significar "pezuña", "casco animal" o "uña".
Existe una variedad de "lapas" empleadas en las islas de Fuerteventura y de Lanzarote que, si bien no pueden ser consideradas "chácaras" en sentido estricto, su uso y fonía guardan cierta similitud.